# Нацька сільська рада
Нацька сільська рада (біл. Нацкі сельсавет) —  колишня адміністративно-територіальна одиниця в складі Крупського району розташована в Мінській області Білорусі. Адміністративним центром було село — Нача.
Нацька сільська рада була розташована на межі центральної Білорусі, у східній частині Мінської області орієнтовне розташування — супутникові знимки, західніше районного центру Крупки.
Рішенням Мінської обласної ради депутатів від 28 травня 2013 року, щодо змін адміністративно-територіального устрою Мінської області, сільську раду було ліквідовано.
До складу сільради входили 11 населених пунктів:
- Борок • Дубешня • Запілля • Клади • Колос • Лєнок • Мале Осове • Нача • Остров • Плавуще Галоє • Приямино.